# Hans Schmidt-Gorsblock
Hans Schmidt-Gorsblock (* 14. September 1889 auf Hof Gorsblock bei Lügumkloster; † 18. März 1982 Nordschleswig, Dänemark) war ein Heimatdichter der Deutschen Minderheit in Dänemark, Autor, Herausgeber und Landwirt.

## Leben und Werk
Hans Schmidt-Gorsblock stammte vom Hof Gorsblock nahe Lügumkloster. 1911 bestand er am Seminar in Tondern seine Lehrer-Prüfung und arbeitete er zunächst als Lehrer in Norburg auf der Insel Alsen. Nachdem seine beiden Brüder im Ersten Weltkrieg gefallen waren, übernahm er den elterlichen Hof Gorsblock. Daneben unterrichtete er an der einklassigen Schule in Arrild. In dieser Zeit entstanden zahlreiche Aufsätze und Erzählungen, vornehmlich zu Nordschleswig-Themen. 1930 wurde er Herausgeber des Deutschen Volkskalenders für Nordschleswig. Zusammen mit dem befreundeten deutschen Grafiker und Maler A. Paul Weber hat der diese Publikation geprägt. 
Schmidt-Gorsblock war nach Ende des Zweiten Weltkrieges 1945 Mitunterzeichner der Gründungserklärung des Bundes Deutscher Nordschleswiger, der neuen Dachorganisation der Deutschen Minderheit in Dänemark, in der die Minderheit eine Loyalitätserklärung gegenüber dem dänischen Königshaus, dem Staat und gegenüber der deutsch-dänischen Grenze abgab. Er war einer der führenden Vertreter der Minderheit, die nach dem Zusammenbruch 1945 mit Reden, Schriftsätzen und Vorträgen für den Zusammenhalt und die weitere Existenz der Deutschen Minderheit in Nordschleswig gearbeitet und gekämpft haben. Hans Schmidt-Gorsblock hat eine große Anzahl von Büchern mit Prosa und Lyrik geschrieben und herausgegeben.

## Publikationen (Auszug)
- 1935 Auf buntem Acker, Tondern, Deutsches Haus, [Deutscher] Jugendverband
- 1943 Der neunte April, Apenrade, Nordschleswig-Verlag
- 1949 Jochen am Jelm und die Ricke, Apenrade, Anker-Verlag
- 1971 Hans Schmidt-Gorsblock erzählt Geschichten aus Nordschleswig, Flensburg Verlag Wolff
- 1974 Spuren im Sand, Husum, Husum Druck- und Verlagsgesellschaft ISBN 3-88042-002-5.
- 1974 Und liebe dein Schicksal, Husum, Husum Druck- und Verlagsgesellschaft ISBN 3-88042-003-3.
- 1976 Tule Vognsen, Husum, Husum Druck- und Verlagsgesellschaft ISBN 3-88042-027-0.
- 1977 Menschen zwischen zwei Meeren, Husum, Husum Druck- und Verlagsgesellschaft ISBN 3-88042-049-1.
- 1979 Täler und Höhen, Husum, Husum Druck- und Verlagsgesellschaft ISBN 3-88042-084-X.